# Klaas Vantornout
Klaas Vantornout (Torhout, 19 mei 1982) is een Belgische oud-wielrenner en veldrijder.
Na rondgereden te hebben in de trui van Morgan Blue maakte hij in 2006 de overstap naar het Fidea Cycling Team en sinds 1 september van dat jaar was hij niet langer elite zonder contract, maar beroepsrenner. In 2008 ruilde Vantornout de trui van het Fidea Cycling Team voor die van het toenmalige Sunweb-Projob. Op 13 januari 2013 behaalde Vantornout zijn mooiste overwinning in zijn carrière toen hij voor de eerste maal Belgisch kampioen werd te Mol. In 2014 werd hij het onderwerp van een ware mediarel in de aanloop naar het Belgisch kampioenschap te Waregem. Hierin werd Vantornout beschuldigd van het trachten te wijzigen van het parcours door omkoping van de sportief verantwoordelijke. In 2015 werd hij in Erpe-Mere voor de tweede maal Belgisch kampioen. Vantornout beëindigde zijn carrière in 2018.

## Palmares

### Veldrijden
| Seizoen   | Wereldbeker | Superprestige       | DVV trofee | WK  | BK  | Overige                                     | Totaal aantal zeges |
| --------- | ----------- | ------------------- | ---------- | --- | --- | ------------------------------------------- | ------------------- |
| 2003-2004 |             |                     |            | NVT | NVT | Steinmaur, Beuvry                           | 2                   |
| 2004-2005 |             |                     |            | DNS | DNS |                                             | 0                   |
| 2005-2006 |             |                     |            | 12e | DNF | Contern                                     | 1                   |
| 2006-2007 |             |                     |            | 15e | ↑   |                                             | 0                   |
| 2007-2008 |             |                     |            | 10e | 6e  | Eernegem, Overijse, Torhout, Eeklo, Heerlen | 5                   |
| 2008-2009 |             | Gieten              |            | 10e | DNF | Woerden, Torhout                            | 3                   |
| 2009-2010 |             |                     |            | ↑   | ↑   | Otegem                                      | 1                   |
| 2010-2011 |             | Middelkerke         |            | 6e  | 5e  | Eeklo                                       | 2                   |
| 2011-2012 |             |                     |            | 6e  | DNF |                                             | 0                   |
| 2012-2013 |             | Gieten, Middelkerke |            | ↑   | ↑   | Ardooie, Otegem                             | 5                   |
| 2013-2014 |             | Ruddervoorde        |            | 4e  | DNF | Ardooie                                     | 2                   |
| 2014-2015 |             | Gavere              |            | 5e  | ↑   | Erpe-Mere                                   | 3                   |
| 2015-2016 |             |                     |            | DNS | DNF |                                             | 0                   |
| 2016-2017 |             |                     |            | DNS | 10e | Baden                                       | 1                   |
| 2017-2018 |             |                     |            | DNS | 12e | Baden                                       | 1                   |
|           |             |                     |            |     |     |                                             |                     |
| Totaal    | 0           | 6                   | 0          | 0   | 2   | 18                                          | 26                  |

### Strandrace
| Seizoen   | EK  | BK  | Overige                         | Totaal aantal zeges |
| --------- | --- | --- | ------------------------------- | ------------------- |
| 2018-2019 | DNS | NVT | Duinkerke, Bredene, Middelkerke | 3                   |
| 2019-2020 | DNS |     | Wissant, Middelkerke, Bredene   | 3                   |
| Totaal    | 0   | 0   | 6                               | 6                   |

## Ploegen
- 2006 -  Fidea Cycling Team
- 2007 -  Fidea Cycling Team
- 2008 -  Fidea Cycling Team (tot 28/02)
- 2008 -  Sunweb-Pro Job (vanaf 01/03)
- 2009 -  Sunweb-Pro Job
- 2010 -  Sunweb-Revor
- 2011 -  Sunweb-Revor
- 2012 -  Sunweb-Revor
- 2013 -  Sunweb-Napoleon Games Cycling Team
- 2014 -  Sunweb-Napoleon Games Cycling Team
- 2015 -  Sunweb-Napoleon Games Cycling Team
- 2016 -  Marlux-Napoleon Games
- 2017 -  Marlux-Napoleon Games
- 2018 -  Marlux-Bingoal

Dlask · Drucker · Jacobs · K.Pauwels · Štybar · Van Santvliet · Vantornout · Verschueren · Verstraeten · Vervecken · B.Wellens · G.Wellens
Baestaens · Bertholet · Dlask · Drucker · Meeusen · K.Pauwels · Štybar · Van Santvliet · Vantornout · Vervecken · B.Wellens · G.Wellens
Baestaens · Bertholet · Dlask · Drucker · Gavenda · Meeusen · K.Pauwels · Štybar · Vantornout · Vervecken · B.Wellens
Debusschere · Eeckhout · Geluykens · Kloucek · Page · Schoonacker · Van Compernolle · Van Dael · Van Der Linden · Vanthourenhout · Vantornout · Verstraeten
Beelen · Bossuyt · Eeckhout · Eising · Kloucek · Polnický · Schoonacker · Van Compernolle · Van Dael · van den Brand · Vanthourenhout · Vantornout · Vernaeckt
Beelen · Boden · Bossuyt · Braet · De Clercq · Eeckhout · Eising · Kloucek · Polnický · Van Compernolle · Van Dael · van den Brand · Vanthourenhout · Vantornout · Vernaeckt · Zlámalík
Aernouts · Beelen · Boden · Bossuyt · Braet · De Clercq · Eeckhout · Eising · Merlier · Pauwels · Polnický · Vanthourenhout · Vantornout · Zlámalík
Aernouts · Beelen · Boden · Bossuyt · Braet · Eising · Hník · Merlier · Pauwels · Vantornout
Aernouts · Braet · Eising · B.Merlier · T.Merlier · Pauwels · van Tichelt · Vantornout · Vermeersch · Wouters
Aernouts · Braet · Cornu · T.Merlier · Pauwels · van Tichelt · D.Vanthourenhout · M.Vanthourenhout · Vantornout · Vermeersch · Degroote (stagiair)
De Clercq · Joseph · Pauwels · Van Den Bossche · Van Hecke · van Tichelt · D.Vanthourenhout · M.Vanthourenhout · Vantornout · Vermeersch
De Clercq · Jacobs · Joseph · Pauwels · Van Hecke · van Tichelt · D.Vanthourenhout · M.Vanthourenhout · Vantornout · Vermeersch
Debeir · Driesen · Iserbyt · Joseph · K. Pauwels · T. Pauwels · Siebens · D. Vanthourenhout · M. Vanthourenhout · Vantornout